# George Dallas (Politiker, 1878)
George Dallas (* 6. August 1878 in Glasgow; † 4. Januar 1961 in Bishop's Stortford, Hertfordshire) war ein britischer Politiker (Labour).

## Leben und Tätigkeit
In seiner Jugend arbeitete Dallas als Bergmann. Um 1894 schloss er sich der Socialist League an. Später siedelte er nach London über, wo er als Kohlenhändler arbeitete. Später kehrte er nach Glasgow zurück, wo er schließlich im Jahr 1908 zum Sekretär der Independent Labour Party in Schottland ernannt wurde. Dies blieb er bis 1912.
1912 übernahm Dallas die Position des Organisators der National Federation of Women Workers in London. Anschließend wurde er Funktionär der Workers' Union.
1917 wurde Dallas zu einem Mitglied des Agricultural Wages Board, einer Körperschaft, die mit der Festlegung der Besoldung von Landarbeitern befasst war, ernannt.
Bei den britischen Parlamentswahlen des Jahres 1929 gelang es Dallas als Kandidat der LABOUR Party im Wahlkreis  Wellingborough in Northamptonshire ins House of Commons, das britische Parlament gewählt zu werden. Zuvor hatte er bereits bei den Wahlen der Jahre 1918 und 1922 im Wahlkreis Maldon in Essex und beui den Wahlen von 1923 im Wahlkreis Roxburgh and Selkirk erfolglos für das Unterhaus kandidiert. Anlässlich der Parlamentswahl des Jahres 1931 verlor Dallas seinen Sitz jedoch wieder: Infolge der Spaltung der Labour-Partei zu Beginn der 1930er Jahre sank die Zahl der für ihn abgegebenen Stimmen derart stark, dass er gegen den konservativen Gegenkandidaten, Archibald James unterlag. Bei der Unterhauswahl von 1935 bversuchte er seinen Sitz zurückzuerobern, unterlag aber knapp um 372 Stimmen.
In den 1930er Jahren gehörte Dallas verschiedenen Regierungsausschüssen an, die sich mit landwirtschaftlichen Fragen und Fragen der Wasserversorgung befassten. 1937 wurde er schließlich zum  Vorsitzenden des Nationalen Exekutivausschuss der Labour Party ernannt.
1956 gründete Dallas die Organisation Friends of China zur Unterstützung des taiwanesischen Staates.

## Schriften
- What Labour has done for Agriculture, 1934.
- Vorwort zu Josef Belina: Czechoslovak Labour Fights On, 1943.

| Personendaten    | Personendaten                     |
| ---------------- | --------------------------------- |
| NAME             | Dallas, George                    |
| KURZBESCHREIBUNG | britischer Politiker (Labour)     |
| GEBURTSDATUM     | 6. August 1878                    |
| GEBURTSORT       | Glasgow                           |
| STERBEDATUM      | 4. Januar 1961                    |
| STERBEORT        | Bishop's Stortford, Hertfordshire |